# Annie Leibovitz
Anna-Lou „Annie” Leibovitz (ur. 2 października 1949 w Waterbury w stanie Connecticut) – amerykańska fotografka, portrecistka, wielokrotnie nagradzana najbardziej prestiżowymi nagrodami dla fotografów, między innymi przez ASME na miano Fotografa Roku, otrzymała nagrody International Center of Photography, a także Nagrodę Grammy, Kelly i Clio.
W 2006 powstał film dokumentalny „Annie Leibovitz: Życie w obiektywie”.

## Życiorys

### Wczesna młodość
Leibovitz urodziła się w rodzinie żydowskiej, była jedną z sześciorga dzieci. Jej ojciec był pułkownikiem w Siłach Powietrznych Stanów Zjednoczonych, z tego powodu jej rodzina dosyć często przenosiła się z miejsca na miejsce. Duży wpływ na jej życie miała matka, która zajmowała się nauką tańca nowoczesnego.
W szkole średniej zainteresowała się sztuką, po czym zdała egzaminy do Instytutu Sztuki w San Francisco (San Francisco Art Institute). Zajęła się fotografią po wizycie i sfotografowaniu swojej rodziny na Filipinach. Przez kilka następnych lat zajmowała się różnymi zawodami. W 1969 roku, przez kilka miesięcy pracowała jako wolontariuszka w kibucu Amir.

### Kariera fotograficzna
Kiedy w 1970 roku Leibovitz powróciła do Stanów Zjednoczonych, złożyła podanie o pracę w nowym czasopiśmie rockowym „Rolling Stone”. Wydawca pisma Jann Wenner, na którym młoda fotografka zrobiła wielkie wrażenie swoim portfolio, zaproponował jej stanowisko głównego fotografa. W 1973 awansowała na stanowisko dyrektora fotograficznego i sprawowała tę funkcję do 1983 roku. Od roku 1983 pracowała dla Vanity Fair jako niezależny fotograf. W tym samym roku odbyła się jej pierwsza wystawa zdjęć, jak również wydała swoją pierwszą książkę. W latach 80. jej zdjęcia zaczęły się pojawiać w wielu znanych amerykańskich gazetach, między innymi Time, Newsweek, New York Times, Life oraz europejskich: Paris Match, London Independent Magazine, Stern.
Wśród fotografowanych przez Leibovitz osób znalazły się między innymi takie gwiazdy, jak John Lennon i Yoko Ono, Demi Moore (kiedy była w ciąży), Michael Jackson, William S. Burroughs, Andy Warhol, Whoopi Goldberg, Meryl Streep. Najsłynniejsze stały się zdjęcia z sesji Lennona i Yoko Ono, tuż przed tragiczną śmiercią artysty. Robiła też zdjęcia dokumentalne, np. z Sarajewa. Przygotowywała kalendarz Pirelli na rok 2000.
W 1986 roku była oficjalnym fotografem Mistrzostw Świata w Piłce Nożnej, a w 1996 – Igrzysk Olimpijskich w Atlancie.
Jest lesbijką. W latach osiemdziesiątych poznała swoją życiową partnerkę, pisarkę Susan Sontag, z którą była związana aż do jej śmierci w 2004 roku. W 1999 roku wydała wraz z nią książkę Women.

## Nagrody[4]
- Nagroda za Całokształt Twórczości od Międzynarodowego Centrum Fotografii: W 2009 roku Leibovitz została uhonorowana tą prestiżową nagrodą w uznaniu jej wybitnego wkładu w dziedzinę fotografii.
- Medal Stulecia Królewskiego Towarzystwa Fotograficznego: W 2013 roku Leibovitz została odznaczona Medalem Stulecia przez Królewskie Towarzystwo Fotograficzne za jej znaczący wpływ na sztukę fotografii.
- Nagroda za całokształt twórczości Biblioteki Kongresu: W 2019 roku Leibovitz otrzymała tę cenioną nagrodę, która jest wyrazem uznania dla jej wyjątkowego dorobku i wpływu na medium fotograficzne.
- Nagroda Kobiety Roku Glamour Magazine: Leibovitz została uznana przez Glamour Magazine za Kobietę Roku 2018, chwaląc jej pionierską karierę i umiejętność uchwycenia istoty jej tematów na swoich fotografiach.
- Nagroda Creative Excellence Award American Society of Magazine Editors: Leibovitz wielokrotnie otrzymywała tę prestiżową nagrodę za wyjątkową pracę w branży magazynowej, w tym wkład w publikacje takie jak Vanity Fair i Vogue.

## Albumy autorstwa Leibovitz
- Photographs
- Photographs 1970-1990
- American Olympians
- Women
- American Music
- A Photographer’s Life 1990-2005
- Pilgrimage